# Episodi de L'ispettore Barnaby (diciannovesima stagione)
La diciannovesima stagione del telefilm L'ispettore Barnaby è andata in onda nel Regno Unito dal 18 dicembre 2016 al 18 gennaio 2017 sul network ITV, lasciando in sospeso la messa in onda dei due episodi conclusivi che sono andati in onda in Australia il 20 e 27 agosto 2017 dal canale ABC, mentre in Gran Bretagna sono stati trasmessi il 13 e 20 maggio 2018.
In Italia, la stagione è stata trasmessa su LA7 dall'8 luglio al 18 novembre 2017.
| nº | Titolo originale                    | Titolo italiano              | Prima TV UK/Australia      | Prima TV Italia  |
| -- | ----------------------------------- | ---------------------------- | -------------------------- | ---------------- |
| 1  | The Village That Rose from the Dead | Il villaggio risorto         | 18 dicembre 2016           | 8 luglio 2017    |
| 2  | Crime and Punishment                | Delitto e castigo            | 4 gennaio 2017             | 15 luglio 2017   |
| 3  | Last Man Out                        | L'ultimo eliminato           | 11 gennaio 2017            | 22 luglio 2017   |
| 4  | Red in Tooth and Claw               | Rossa di sangue e d'artiglio | 18 gennaio 2017            | 29 luglio 2017   |
| 5  | Death by Persuasion                 | Persuasione estrema          | 20 agosto 2017 (Australia) | 11 novembre 2017 |
| 6  | The Curse of the Ninth              | La maledizione della Nona    | 27 agosto 2017 (Australia) | 18 novembre 2017 |